# Gwoźnica Dolna (gromada)
Gwoźnica Dolna (do 30 XII 1961 Gwoźnica Górna) – dawna gromada, czyli najmniejsza jednostka podziału terytorialnego Polskiej Rzeczypospolitej Ludowej w latach 1954–1972.
Gromady, z gromadzkimi radami narodowymi (GRN) jako organami władzy najniższego stopnia na wsi, funkcjonowały od reformy reorganizującej administrację wiejską przeprowadzonej jesienią 1954 do momentu ich zniesienia z dniem 1 stycznia 1973, tym samym wypierając organizację gminną w latach 1954–1972.
Gromadę Gwoźnica Dolna z siedzibą GRN w Gwoźnicy Dolnej utworzono 31 grudnia 1961 w powiecie strzyżowskim w woj. rzeszowskim w związku z przeniesieniem siedziby gromady Gwoźnica Górna (zwiększonej tego samego dnia o wieś Konieczkowa z gromady Niebylec) z Gwoźnicy Górnej do Gwoźnicy Dolnej i zmianą nazwy jednostki na gromada Gwoźnica Dolna.
Gromada przetrwała do końca 1972 roku, czyli do kolejnej reformy gminnej.